# Echinaster sentus
Echinaster sentus är en sjöstjärneart som först beskrevs av Thomas Say 1825.  Echinaster sentus ingår i släktet Echinaster och familjen krullsjöstjärnor. Inga underarter finns listade i Catalogue of Life.